# Mauzé-sur-le-Mignon
Pour les articles homonymes, voir Mauzé.

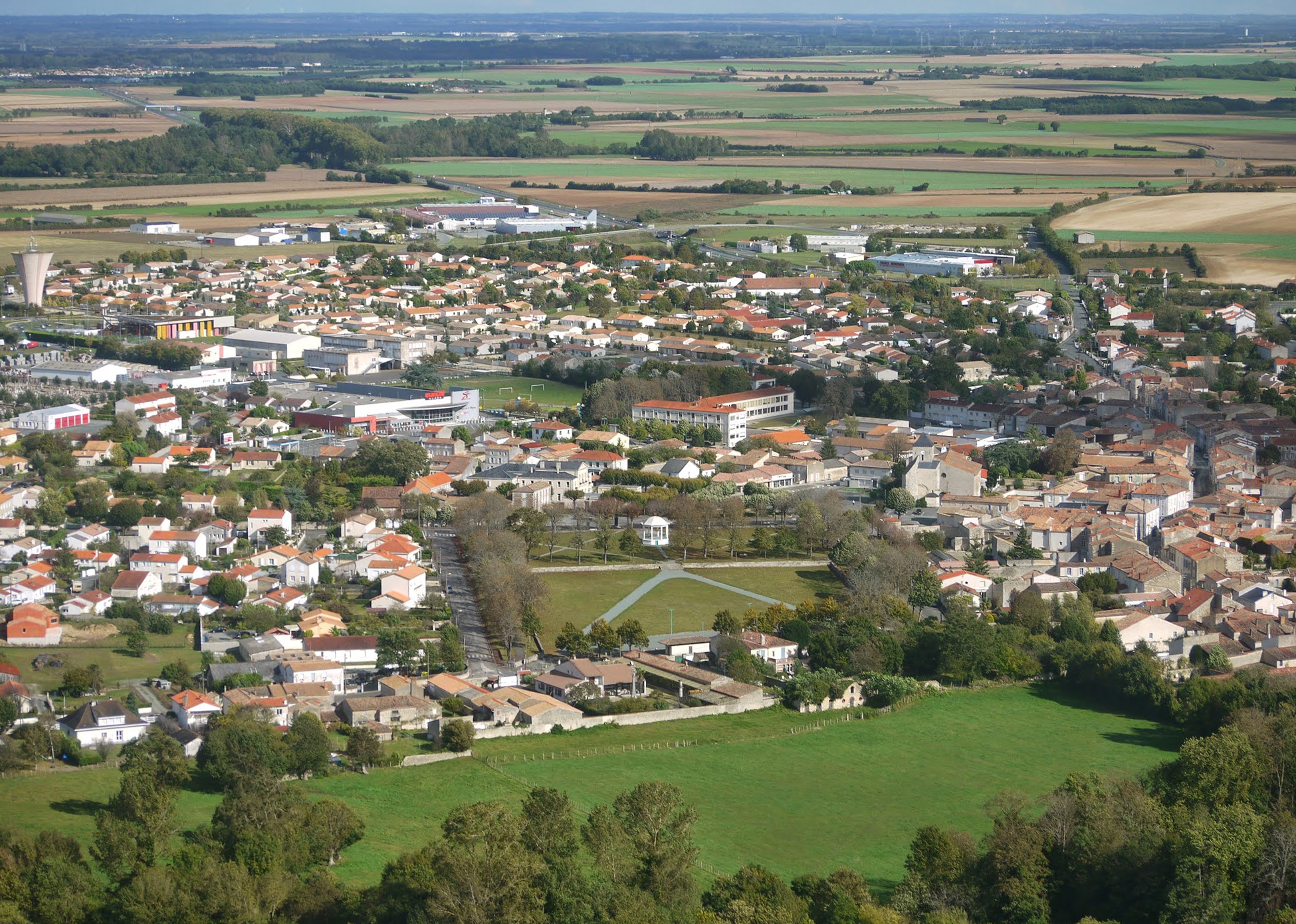
Vue aérienne du bourg

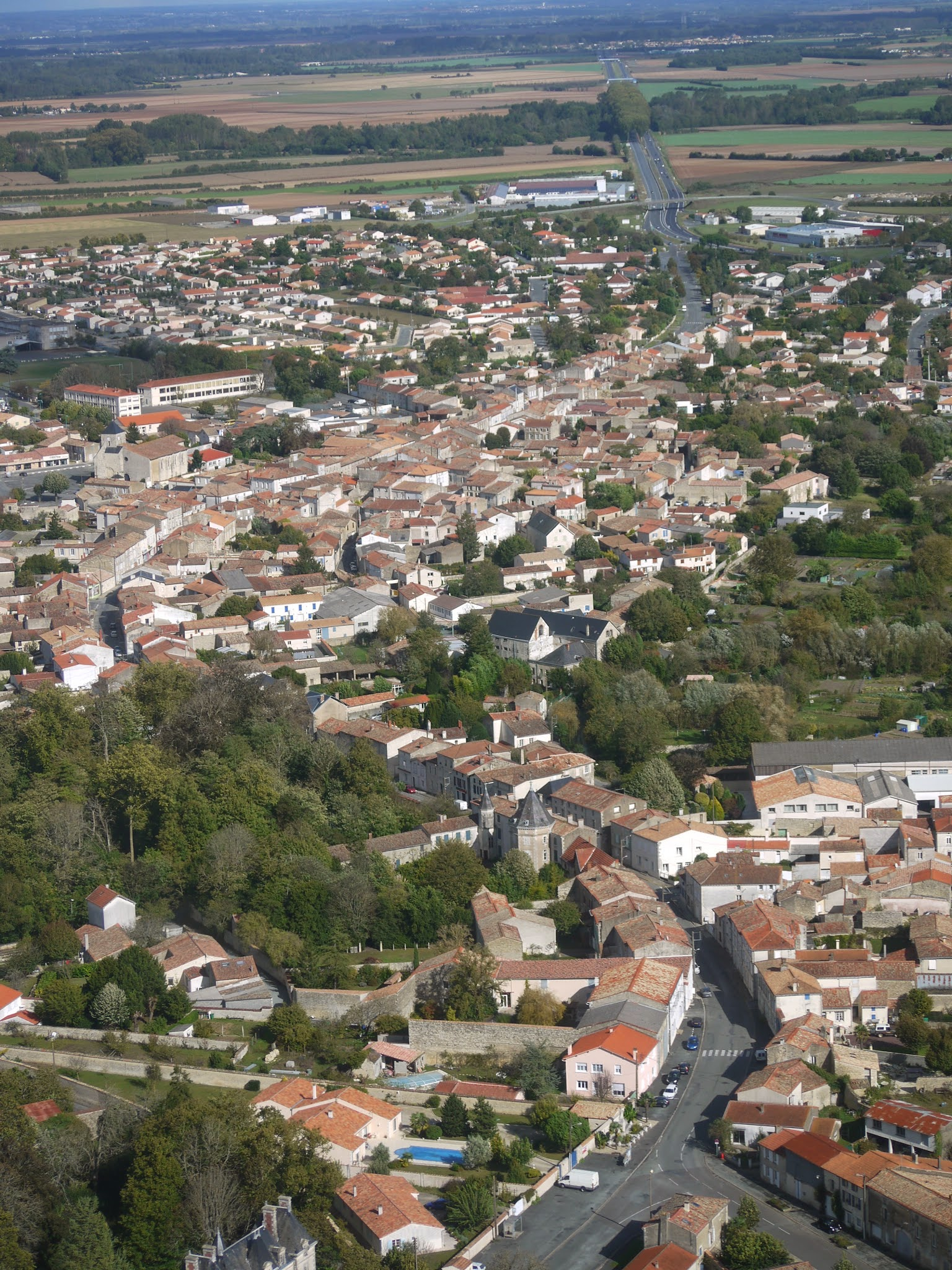
Vue aérienne de la Grand Rue

Mauzé-sur-le-Mignon est une commune du centre-ouest de la France située dans le département des Deux-Sèvres en région Nouvelle-Aquitaine.

## Géographie

### Localisation
Mauzé-sur-le-Mignon est située au sud des Deux-Sèvres au centre d'un triangle formé par les villes de Niort, La Rochelle et Rochefort.

### Hydrographie
Le nom de la ville provient en partie du nom de la rivière qui la traverse, le Mignon.
À partir de 1880, le cours du Mignon a été canalisé au nord-ouest de la ville et, ce, jusqu'à son site de confluence avec la Sèvre niortaise ; il prend alors le nom de canal du Mignon.

### Climat
Pour des articles plus généraux, voir Climat de la Nouvelle-Aquitaine et Climat des Deux-Sèvres.
Historiquement, la commune est exposée à un climat océanique limousin.  
En 2020, Météo-France publie une typologie des climats de la France métropolitaine dans laquelle la commune est exposée à un climat océanique et est dans la région climatique  Poitou-Charentes, caractérisée par un bon ensoleillement, particulièrement en été et des vents modérés.
Pour la période 1971-2000, la température annuelle moyenne est de 12,2 °C, avec une amplitude thermique annuelle de 14,3 °C. Le cumul annuel moyen de précipitations est de 822 mm, avec 12,5 jours de précipitations en janvier et 6,7 jours en juillet. Pour la période 1991-2020, la température moyenne annuelle observée sur la station météorologique la plus proche, située sur la commune de Prin-Deyrançon à 3,96 km à vol d'oiseau, est de 12,9 °C et le cumul annuel moyen de précipitations est de 837,0 mm,. Pour l'avenir, les paramètres climatiques de la commune estimés pour 2050 selon différents scénarios d’émission de gaz à effet de serre sont consultables sur un site dédié publié par Météo-France en novembre 2022.

### Transports
La commune est située sur la route nationale 11.

## Urbanisme

### Typologie
Au 1er janvier 2024, Mauzé-sur-le-Mignon est catégorisée bourg rural, selon la nouvelle grille communale de densité à sept niveaux définie par l'Insee en 2022.
Elle appartient à l'unité urbaine de Mauzé-sur-le-Mignon, une unité urbaine monocommunale constituant une ville isolée,. Par ailleurs la commune fait partie de l'aire d'attraction de Niort, dont elle est une commune de la couronne,. Cette aire, qui regroupe 91 communes, est catégorisée dans les aires de 50 000 à moins de 200 000 habitants,.

### Occupation des sols
L'occupation des sols de la commune, telle qu'elle ressort de la base de données européenne d’occupation biophysique des sols Corine Land Cover (CLC), est marquée par l'importance des territoires agricoles (81,8 % en 2018), en diminution par rapport à 1990 (83,8 %). La répartition détaillée en 2018 est la suivante :
terres arables (69,8 %), zones agricoles hétérogènes (10,1 %), forêts (9,1 %), zones urbanisées (8,4 %), prairies (1,9 %), zones industrielles ou commerciales et réseaux de communication (0,6 %). L'évolution de l’occupation des sols de la commune et de ses infrastructures peut être observée sur les différentes représentations cartographiques du territoire : la carte de Cassini (XVIIIe siècle), la carte d'état-major (1820-1866) et les cartes ou photos aériennes de l'IGN pour la période actuelle (1950 à aujourd'hui).

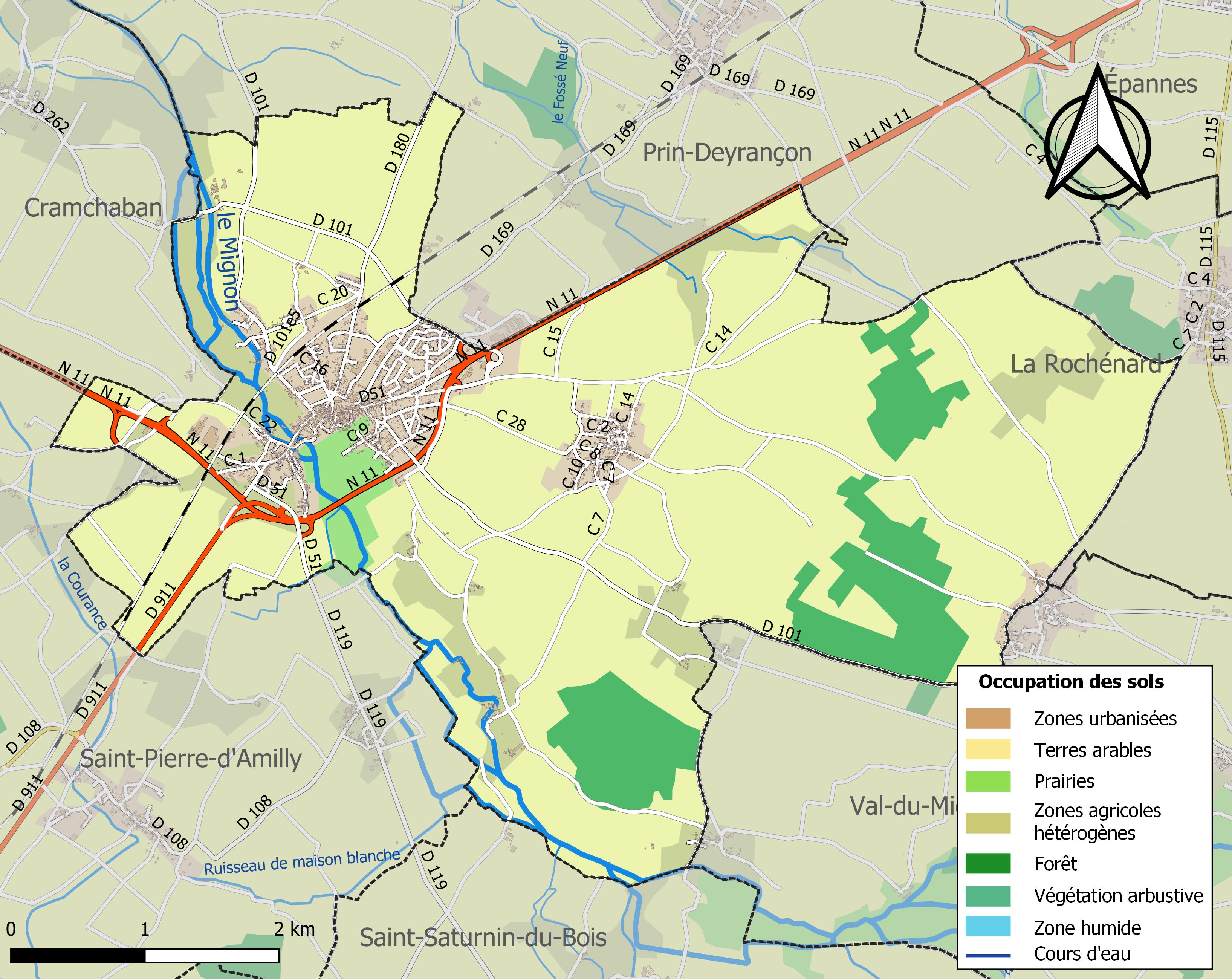
Carte des infrastructures et de l'occupation des sols de la commune en 2018 (CLC).

### Risques majeurs
Le territoire de la commune de Mauzé-sur-le-Mignon est vulnérable à différents aléas naturels : météorologiques (tempête, orage, neige, grand froid, canicule ou sécheresse), inondations, mouvements de terrains et séisme (sismicité modérée). Il est également exposé à un risque technologique,  le transport de matières dangereuses. Un site publié par le BRGM permet d'évaluer simplement et rapidement les risques d'un bien localisé soit par son adresse soit par le numéro de sa parcelle.

#### Risques naturels
Certaines parties du territoire communal sont susceptibles d’être affectées par le risque d’inondation par débordement de cours d'eau, notamment le Mignon. La commune a été reconnue en état de catastrophe naturelle au titre des dommages causés par les inondations et coulées de boue survenues en 1982, 1983, 1993, 1995, 1999 et 2010,.

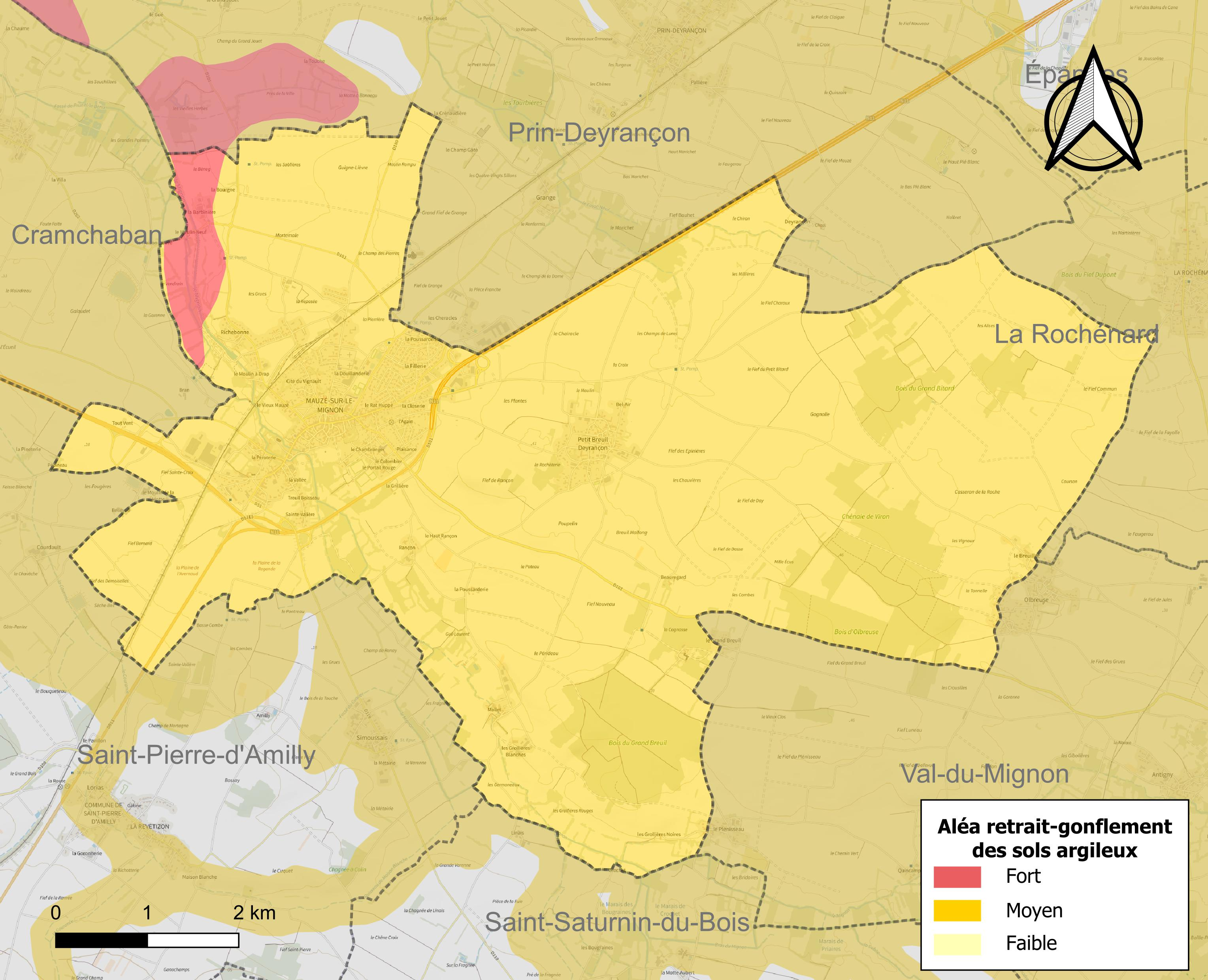
Carte des zones d'aléa retrait-gonflement des sols argileux de Mauzé-sur-le-Mignon.

Les mouvements de terrains susceptibles de se produire sur la commune sont des mouvements de terrains, notamment des tassements différentiels. Le retrait-gonflement des sols argileux est susceptible d'engendrer des dommages importants aux bâtiments en cas d’alternance de périodes de sécheresse et de pluie. La totalité de la commune est en aléa moyen ou fort (54,9 % au niveau départemental et 48,5 % au niveau national). Depuis le 1er octobre 2020, en application de la loi ELAN, différentes contraintes s'imposent aux vendeurs, maîtres d'ouvrages ou constructeurs de biens situés dans une zone classée en aléa moyen ou fort,.
La commune a été reconnue en état de catastrophe naturelle au titre des dommages causés par la sécheresse en 1989 et 2011 et par des mouvements de terrain en 1999 et 2010.

## Histoire
Le 10 mars 1039, le comte de Poitou et duc d'Aquitaine Eudes (Othon), 2e fils et successeur de Guillaume le Grand, fut tué en assiégeant Mauzé qu'il tentait de reprendre à Geoffroi Martel d'Anjou, le 2e mari de sa belle-mère la duchesse Agnès.
Aux temps féodaux, au XIe siècle, Guillaume Bâtard Ier, réputé fils naturel du comte-duc Guillaume le Grand (969-1030) ― ou du moins d'un membre de la famille comtale et ducale ― fut établi en 1063 à Milescu en Aunis par (son demi-frère ?) Guillaume VIII (vers 1024/1027-1086 ; demi-frère du duc Eudes) ; il reçut non seulement cette terre, mais aussi le péage de Mauzé qu'il céda en 1080, à un âge déjà avancé, à l'abbaye de Nouaillé. Son fils ou un proche parent fut - Guillaume Bâtard II, sénéchal (dapifer) du Poitou en 1096 et qui l'était encore en 1136 et 1145, 1er seigneur de Mauzé ; il était frère d'Othon de Mauzé, sire de Marans, et c'est sans doute leur sœur qui épousa un fils de Geoffroy de Rochefort, Guillaume de Rochefort dit de Mauzé (fl. vers 1096/1115).
Guillaume II participa à la Croisade de 1147-1149, revint en France et survécut jusque vers 1150/1155 (Guillaume II semble vivre très longtemps : il se peut qu'il faille le décomposer en deux personnages ?) ; mari d'Aldéarde, il était père de sept fils : Guillaume III, Porteclie, Gilbert, Geoffroy et Charles qui le suivirent en Terre sainte, Hugues et Geoffroy le Jeune. - Guillaume Bâtard III, † vers 1178, maria Agnès et laissa Porteclie (dapifer) et Guillaume († ap. 1217 ; peut-être père de Constantin ou Guillaume de Mauzé, maire de La Rochelle en 1225). - Porteclie, fl. depuis 1170, aussi sgr. de Marans, La Jarrie et Laleu, sans doute marié à Berthe, disparut au siège de Damiette en 1218/1219 ; il était père de Geoffroi, Guillaume, Agnès et Létice de Mauzé. - Geoffroi, sire de Mauzé et de Marans, † vers 1223, fut suivi de son frère - Guillaume Bâtard IV, fl. depuis 1221, † vers 1240/1245, époux d'Aénorde de Virson, qui suivit le parti d'Henri III Plantagenêt : vers 1224, Louis VIII donna alors Mauzé à Hugues X de Lusignan, beau-père du roi Henri III et comte de la Marche, comme châtelain. Mais le roi reconnut ensuite - Guillaume Ier d'Apremont, le mari d'Agnès de Mauzé et donc le beau-frère de Guillaume IV, comme seigneur de Mauzé (le maréchal Renaud de Précigny, le mari de Létice de Mauzé, devenant le sire de Marans et de Laleu). Même chose sous Louis IX, avec Thibaud de Blaison, sénéchal du Poitou, châtelain et maître effectif de Mauzé en 1229. Les armes de la 1re famille de Mauzé portaient d'azur à la croix engrêlée d'or mouvant du canton droit (du coin gauche). Agnès de Mauzé († entre 1262 et 1276) et son mari Guillaume Ier d'Apremont furent suivis de leur fils Guillaume II d'Apremont. Les d'Apremont (de gueules au lion d'or couronné d'azur) eurent Mauzé jusque vers 1300.
Ensuite, on trouve les Chenin (d'azur à la croix engrêlée d'or ; peut-être apparentés aux premiers Mauzé), (des sires de Lussac), comme seigneurs de Mauzé et de La Jarrie : cf. - Guillaume Chenin, fl. 1361 ; puis - Renaud Chenin (fl. 1365, 1376, † av. 1384 ; fils de Gauvain Chenin et frère d'autre Gauvain), peut-être le neveu de Guillaume, marié à Jeanne d'Angles, fille de Guichard d'Angle, du parti anglais : d'où - Marguerite Chenin, dame de Mauzé, Montpipeau et Château-Larcher, qui marie 1° Guillaume, fils aîné d'Aimery II de Rochechouart-Mortemart, puis 2° Geoffroi, vicomte de Rochechouart (1375-1440) ; et Jeanne Chenin, sœur cadette de Marguerite.
Les Rochechouart de la branche aînée vicomtale gardèrent la baronnie de Mauzé jusque vers 1590 (sauf de 1494 à 1511 environ : Mauzé passe alors à la branche cadette de Mortemart par le mariage en 1494 de Jeanne de Rochechouart-Pontville, dame de Mauzé, Château-Larcher et Montpipeau, fille des vicomtes Anne de Rochechouart et Jean de Pontville, avec Aymeri III de Rochechouart-Mortemart, sénéchal de Saintonge et gouverneur de St-Jean d'Angély ; mais leur fils François de Rochechouart-Mortemart cède vers 1511 Mauzé, en échange de Tonnay-Charente, à son lointain cousin et oncle maternel François de Pontville, vicomte de Rochechouart de 1499 à 1523, le frère de Jeanne de Pontville ; François et Jeanne de Pontville étaient les enfants de Jean de Pontville-vicomte Jean III et d'Anne de Rochechouart, petite-fille du vicomte Geoffroi et de Marguerite Chenin) : le vicomte - Claude de Rochechouart-Pontville (fils du vicomte François), puis sa sœur - Françoise qui cède Mauzé à son neveu le vicomte - Louis (fils de Claude) en 1581.
Entre 1584 et 1590, Louis de Rochechouart-Pontville vend à - François de Lostanges et sa femme Jeanne de Gillier de La Villedieu (mariés en 1584 ; François † vers 1590/1592 et Jeanne † ap. 1620) ; puis entre décembre 1611 et 1614, deux des fils du vicomte Louis, Jean du Bâtiment et René de St-Ouen et Montmoreau, agissent de manière que Mauzé soit confirmé à - Claude Gillier de La Villedieu († 1627 ; époux de Marie de Vivonne, † 1638), le frère de Jeanne Gillier (les Gillier de La Villedieu étaient une famille protestante). Deux fils cadets de Claude Gillier et Marie de Vivonne, - René Gillier († ap. 1657), puis - Pierre Gillier d'Esparmes († 1678) furent barons de Mauzé, puis après eux leur neveu - Olivier Gillier († vers 1684 ; fils de leur dernier frère Antoine Gillier de Miseré) et leur nièce - Elisabeth Gillier, sœur d'Olivier.
Vente entre 1685 et 1687 par les Gillier à Philippe de/Le Valois, marquis de Villette (1632-1707), petit-fils maternel d'Agrippa d'Aubigné (par sa mère Louise-Arthémise) et cousin germain de Madame de Maintenon ; il fut suivi par son fils < Philippe II Le Valois (né vers 1665), père de < Charles-Philippe Le Valois (1701-† entre 1762 et 1772), père < d'Angélique-Madeleine Le Valois, femme du marquis de Crillon (1742-1806) : ce furent les derniers barons de Mauzé.
Relié au réseau fluvial du marais poitevin via le canal du Mignon, Mauzé-sur-le-Mignon a connu jadis de nombreux échanges commerciaux grâce à son port, point de départ du canal.
Ces activités ont lentement périclité avec l'avènement du chemin de fer, puis des transports routiers.
En 1815, sur la route de l'exil qui le mène de Paris à Rochefort, le désormais ex-empereur Napoléon Ier passe par Mauzé.
Les communes de Mauzé-sur-le-Mignon et Petit-Breuil-Deyrançon fusionnent le 1er janvier 1971.

## Politique et administration

### Liste des maires
| Période                                  | Période                   | Identité                  | Étiquette | Qualité |
| ---------------------------------------- | ------------------------- | ------------------------- | --------- | --- |
| 1808                                     | 1825                      | Augustin Giraud           |           | |
| ca. 1830                                 |                           | Charles Rivière           |           | Nommé maire |
| 1er mars 1848                            | 10 avril 1848             | Claude Durand (1801-1895) |           | Propriétaire vigneron |
| Les données manquantes sont à compléter. |                           |                           |           | |
| ca. 1978                                 |                           | Paul Couturier            | DVD       | Conseiller général de Mauzé-sur-le-Mignon (1974 → 1994) |
| mars 1989                                | mars 2008                 | Jacques Tholotte          | DVD       | Maire honoraire |
| mars 2008                                | mars 2014                 | Jean-Luc Morisset         | DVG       | Retraité |
| mars 2014                                | En cours (au 28 mai 2020) | Philippe Mauffrey         | UMP, LR   | Retraité du personnel navigant 10e vice-président de la CA du Niortais (2014 → 2020) 6e vice-président de la CA du Niortais (2020 → ) Réélu pour le mandat 2020-2026 Conseiller départemental depuis 2021 |
| Les données manquantes sont à compléter. |                           |                           |           | |

### Politique environnementale
Dans son palmarès 2024, le Conseil national de villes et villages fleuris de France a attribué une fleur à la commune.

## Population et société

### Démographie
Les communes de Mauzé-sur-le-Mignon et Petit-Breuil-Deyrançon fusionnent en 1971.

### Avant la fusion des communes de 1971
La commune est créée en 1903 à partir de Prin-Deyrançon.
| 1906 | 1911 | 1921 | 1926 | 1931 | 1936 | 1946 | 1954 |
| ---- | ---- | ---- | ---- | ---- | ---- | ---- | ---- |
| 402  | 399  | 422  | 398  | 348  | 354  | 392  | 416  |

| 1962 | 1968 | - | - | - | - | - | - |
| ---- | ---- | - | - | - | - | - | - |
| 408  | 379  | - | - | - | - | - | - |

| 1793  | 1800  | 1806  | 1821  | 1831  | 1836  | 1841  | 1846  |
| ----- | ----- | ----- | ----- | ----- | ----- | ----- | ----- |
| 1 457 | 1 600 | 1 613 | 1 740 | 1 797 | 1 714 | 1 824 | 1 821 |

| 1851  | 1856  | 1861  | 1866  | 1872  | 1876  | 1881  | 1886  |
| ----- | ----- | ----- | ----- | ----- | ----- | ----- | ----- |
| 1 839 | 1 803 | 1 810 | 1 415 | 1 669 | 1 603 | 1 670 | 1 602 |

| 1891  | 1896  | 1901  | 1906  | 1911  | 1921  | 1926  | 1931  |
| ----- | ----- | ----- | ----- | ----- | ----- | ----- | ----- |
| 1 597 | 1 563 | 1 539 | 1 536 | 1 520 | 1 450 | 1 458 | 1 463 |

| 1936  | 1946  | 1954  | 1962  | 1968  | - | - | - |
| ----- | ----- | ----- | ----- | ----- | - | - | - |
| 1 390 | 1 433 | 1 591 | 1 940 | 2 107 | - | - | - |

### Après la fusion des communes
À partir du XXIe siècle, les recensements réels des communes de moins de 10 000 habitants ont lieu tous les cinq ans. Pour Mauzé-sur-le-Mignon, cela correspond à 2008, 2013, 2018, etc. Les autres dates de « recensements » (2006, 2009, etc.) sont des estimations légales.

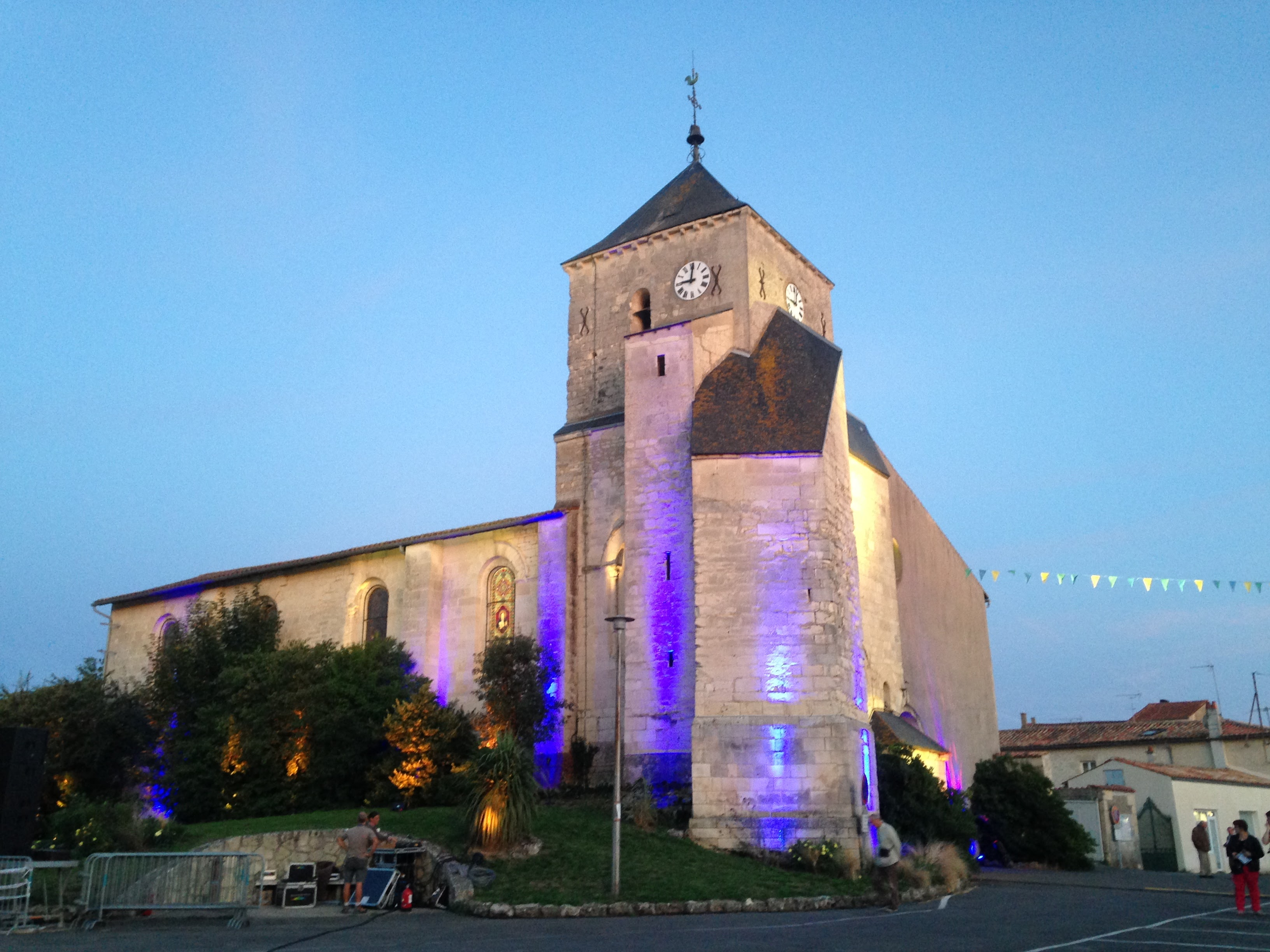
L'église.

L'évolution du nombre d'habitants est connue à travers les recensements de la population effectués dans la commune depuis 1975. Pour les communes de moins de 10 000 habitants, une enquête de recensement portant sur toute la population est réalisée tous les cinq ans, les populations de référence des années intermédiaires étant quant à elles estimées par interpolation ou extrapolation. Pour la commune, le premier recensement exhaustif entrant dans le cadre du nouveau dispositif a été réalisé en 2008.

En 2022, la commune comptait 2 917 habitants, en évolution de +4,63 % par rapport à 2016 (Deux-Sèvres : +0,18 %, France hors Mayotte : +2,11 %).
| 1975  | 1982  | 1990  | 1999  | 2006  | 2008  | 2013  | 2018  | 2022  |
| ----- | ----- | ----- | ----- | ----- | ----- | ----- | ----- | ----- |
| 2 502 | 2 405 | 2 378 | 2 385 | 2 639 | 2 711 | 2 755 | 2 848 | 2 917 |

## Économie
Mauzé-sur-le-Mignon abritait un pôle industriel important autour du bois avec l'usine ROL du groupe Saint-Gobain fermée en 1992 et l'usine Mussy Emballages du groupe Rougier devenue CEPAM en 1980.
L'entreprise CEPAM reste une des dernières représentantes du secteur. Après une année 2008 difficile, l'entreprise a été reprise sous forme de SCOP par ses salariés depuis le 1er janvier 2009. Cette société a été le sujet d'un reportage tourné par une équipe de TF1 sur les Français qui se battent contre la crise économique. Il a été diffusé au journal de 20 heures de TF1 le 25 mars 2009.
La métallurgie est également présente avec l'entreprise Pierre Guérin Technologies fondée à Mauzé-sur-le-Mignon. Elle est une ancienne filiale du groupe Fives-Lille et est spécialisée dans la fabrication d'équipements pour l'industrie laitière et l'industrie pharmaceutique.

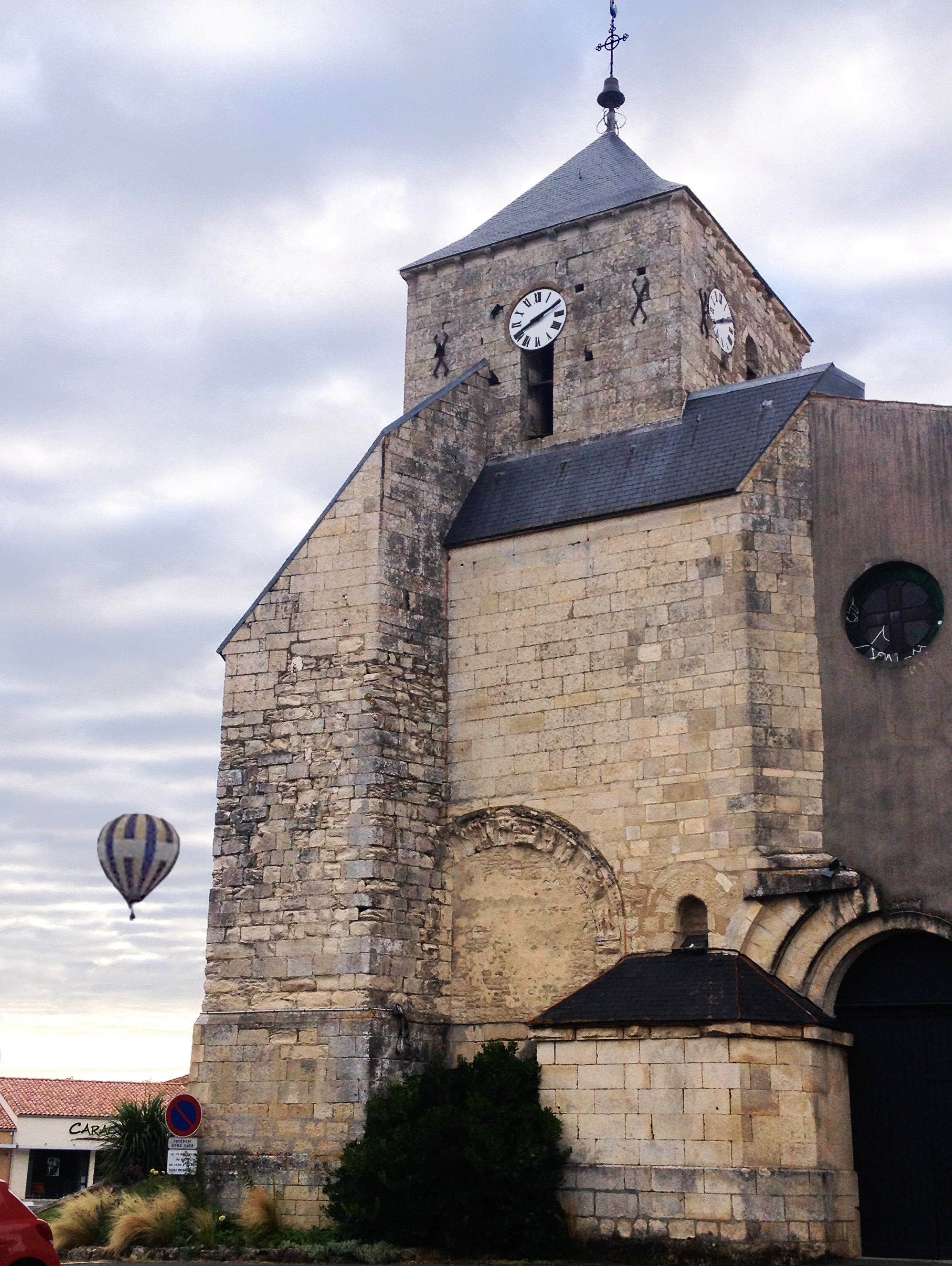
L'église

## Culture locale et patrimoine

### Lieux et monuments
- Kiosque ;
- Église Saint-Pierre de Mauzé-sur-le-Mignon ;
- Statue de René Caillié (inaugurée le 26 juin 1842)[35]
- Ancien port de Mauzé.

### Personnalités liées à la commune
- Le contre-amiral André Daniel Savary, (1743-1808), a passé les dernières années de sa vie à Mauzé-sur-le-Mignon, dans une rue qui porte désormais son nom.
- Jacques Henri Esnard, (1764-1842), général français de la Révolution et de l’Empire.
- René Caillié, (1799-1838), né le 19 novembre 1799 à Mauzé-sur-le-Mignon. Il connut la célébrité pour avoir été le premier occidental à revenir de la ville de Tombouctou au Mali.
- Alphonse Grollier, (1807-1885), homme politique, député de l'Orne, maire d'Alençon, né à Mauzé-sur-le-Mignon.
- Jean-Claude Chauray, (1934-1996), a passé son enfance et son adolescence à Mauzé-sur-le-Mignon, et repose depuis 1996 dans le cimetière de la commune.
- Jacques Fouchier, (1913-1994), ancien député des Deux-Sèvres, né à Mauzé-sur-le-Mignon.

## Voir aussi

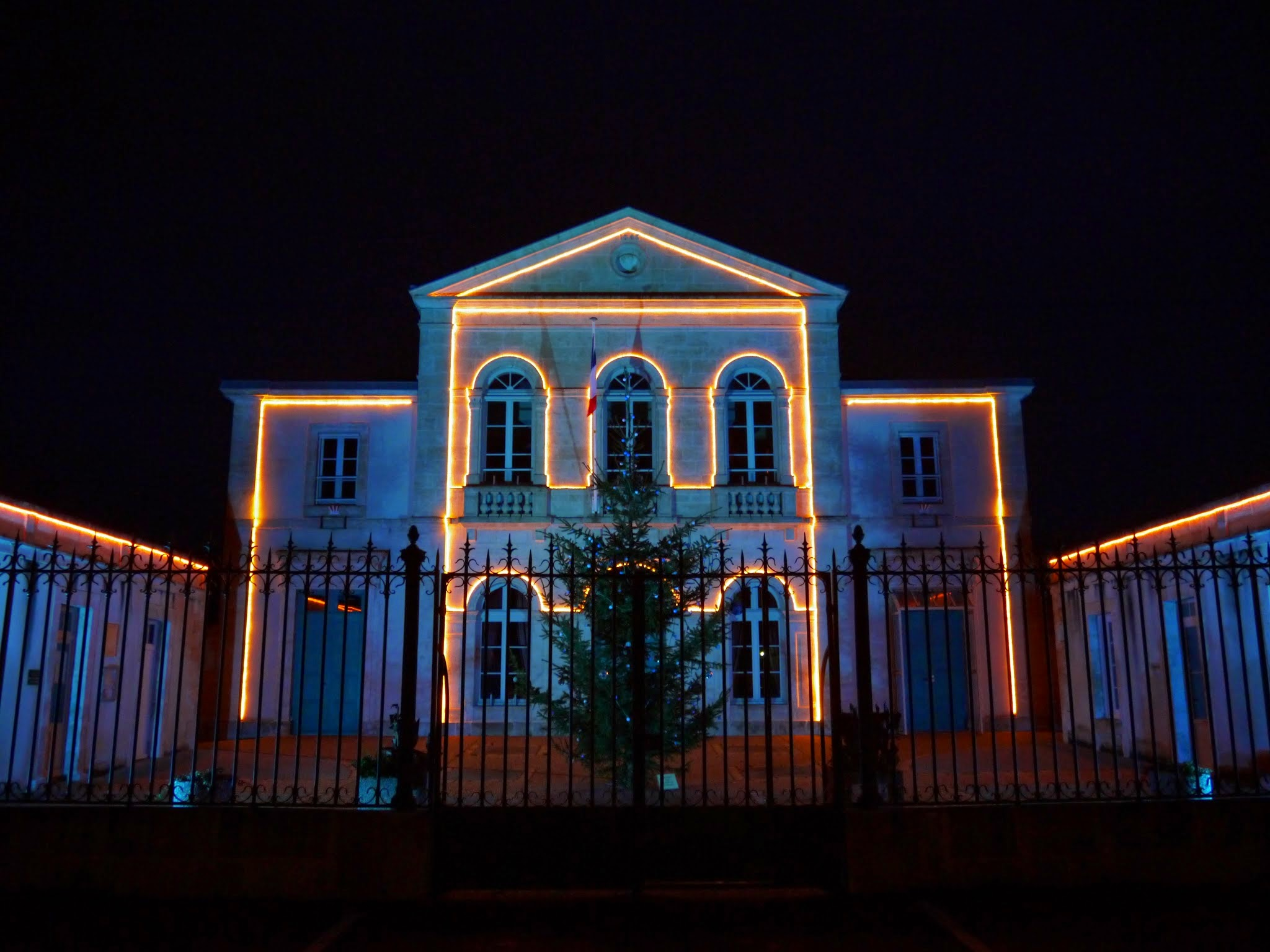
La Mairie à Noël

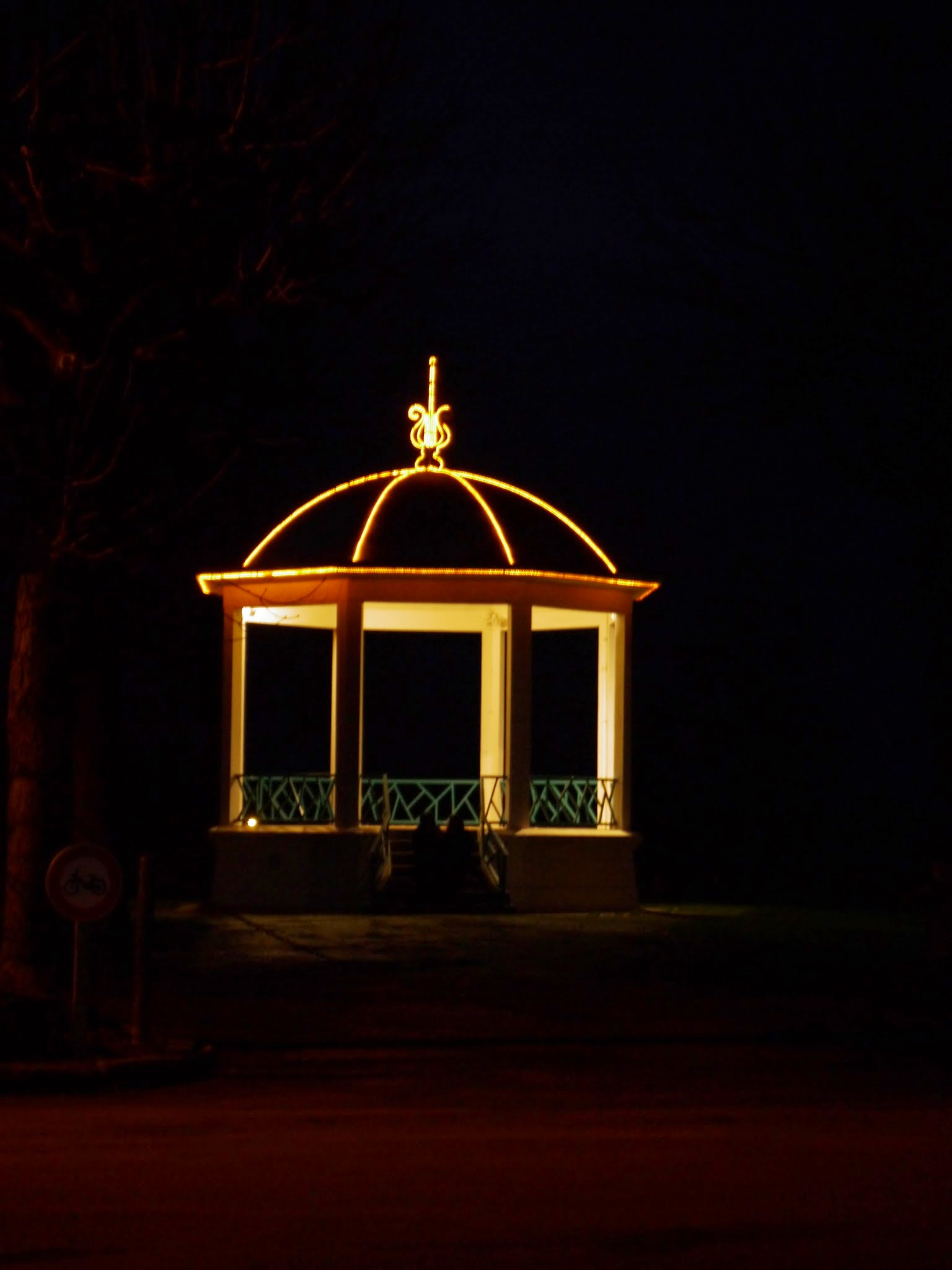
Le kiosque à musique à Noël

### Héraldique
| Blason | Blasonnement : D’azur au chevron écimé d’or mouvant du chef soutenu d’un carreau du même. |

## Sources